# Сінохара Емі
Емі Сінохара (яп. 篠原 恵美; 8 серпня 1963, Наґано — 8 вересня 2024) — японська сейю. Змінила ім'я з Еміко (яп. 恵 美 子).

## Список озвученого
- 2012 — Наруто (фільм дев'ятий) — Кушіна Узумакі,
- 2010 — Небесний Фафнір — Тідзуру Томі,
- 2010 — Історії мечів — Мігіро Ясур,
- 2009 — Коли плачуть чайки — Нацухі Усіромія,
- 2009 — Діва Марія дивиться за вами 4 — Еко Мідзуно,
- 2007 — Синя крапля: Драма ангелів — Юріко,
- 2007 — Одержимі смертю — Іку,
- 2007 — Хранитель Священного Духа — Ніно-хи,
- 2007 — Вітер Емілі — Пані Вітер,
- 2007 — Claymore — Офелія,
- 2006 — Діва Марія дивиться за вами OVA — Еко Мідзуно,
- 2006 — UFO Princess Valkyrie: Toki to Yume to Ginga no Utage — Міму,
- 2005 — Небесний Фафнір (спешл) — Тідзуру Томі,
- 2005 — Карін — Карера Маркер,
- 2005 — Безсмертний Гран-Прі — Сатомі Сатомі,
- 2005 — Сталева тривога! Новий рейд [ТВ] — Ю Фан,
- 2005 — UFO Princess Valkyrie: Seireisetsu no Hanayome — Міму,
- 2005 — Loveless — Кацуко-сенсей,
- 2004 — Nanami-chan — Сакік Усаги,
- 2004 — Небесний Фафнір [ТВ] — Тідзуру Томі,
- 2004 — Діва Марія дивиться за вами [ТВ-2] — Еко Мідзуно,
- 2004 — Яблучне зернятко (фільм перший) — Доктор Гілліам,
- 2004 — Мадлакс — Люсіль,
- 2004 — Діва Марія дивиться за вами [ТВ-1] — Еко Мідзуно,
- 2003 — Мабурахо — каре Хіродзакі.
- 2003 — UFO Princess Valkyrie: Juunigatsu no Yasoukyoku — Міму,
- 2003 — Submarine 707R — Міюкі Хаямі,
- 2003 — Викинута принцеса — Ельмір,
- 2003 — Вогні Строкатої Арени [ТВ] — Мідорі Наегіно,
- 2003 — Військовий парад: Нові звуки маршу — Мотоко Хара,
- 2002 — Нескінченна одіссея капітана ХАРЛОК — Сідзука Наміним,
- 2002 — Dragon Drive — Агент Ель,
- 2002 -.Хак//Ліміналіті — Міхо,
- 2001 — Агент Наджика — Триплекс,
- 2001 — Охоронець вітру — Санае Аракі,
- 2001 — D: Жага крові — Шарлотта Ельборн,
- 2001 — Бейблейд [ТВ-1] — Джуді Мідзухара,
- 2000 — Перший крок [ТВ-1] — Марі Іімура,
- 2000 — Ayashi no Ceres — Мати Міорі,
- 1999 — Великий О — Ангел,
- 1999 — Сага про ХАРЛОК: Кільце Нібелунга — Фрея,
- 1998 — Чарівник-воїн Орфен [ТВ-1] — Азалія,
- 1998 — Night Walker: Mayonaka no Tantei — Яйої Мацунага,
- 1998 — Сакура — збирач карт [ТВ] — Кахо Мідзукі,
- 1998 — Perfect Blue — Ері,
- 1998 — Сутінки Повелителя Тьми — Сідзука Татібана,
- 1997 — Burn Up Excess — Рубі,
- 1997 — Знову воїни-маріонетки Джей — Пантера,
- 1997 — B't X Neo — Біт Шедоу,
- 1997 — Люпен III: Вальтер P-38 (спецвипуск 09) — Елен,
- 1996 — Ік-Фільм — Арас Кисю,
- 1996 — Mutant Turtles: Choujin Densetsu — hen — Ейпріл,
- 1996 — Красуня-воїн Сейлор Мун: Сейлор-зірки — Макото Кіно/Сейлор Юпітер,
- 1995 — Красуня-воїн Сейлор Мун Супер Ес-Фільм — Макото Кіно/Сейлор Юпітер,
- 1995 — Красуня-воїн Сейлор Мун Супер Ес: Перша любов Амі — Макото Кіно/Сейлор Юпітер,
- 1995 — Міюкі в Країні Чудес — Hat Girl,
- 1995 — Лицарі магії [ТВ-2] — ПРЕС,
- 1995 — Красуня-воїн Сейлор Мун Супер Ес — Спецвипуск — Макото Кіно/Сейлор Юпітер,
- 1995 — Красуня-воїн Сейлор Мун Супер Ес [ТВ] — Макото Кіно/Сейлор Юпітер,
- 1995 — Будь ласка, врятуйте мою Землю! (муз. збірка) — Мокурен,
- 1994 — Красуня-воїн Сейлор Мун Ес — Фільм — Макото Кіно/Сейлор Юпітер,
- 1994 — Лицарі магії [ТВ-1] — ПРЕС,
- 1994 — Otaku no Seiza — Юнь,
- 1994 — Mars — Рейко Ямагуті,
- 1994 — Genocyber — Аматі,
- 1994 — Красуня-воїн Сейлор Мун Ес [ТВ] — Макото Кіно/Сейлор Юпітер,
- 1994 — B.B. Fish-Сара Каннадзукі,
- 1993 — Будь ласка, врятуйте мою Землю! — Мокурен,
- 1993 — Красуня- воїн Сейлор Мун Ер (спешл) — Макото Кіно/Сейлор Юпітер,
- 1993 — Красуня- воїн Сейлор Мун Ер — Фільм — Макото Кіно/Сейлор Юпітер,
- 1993 — Підйомна сила — Марлена,
- 1993 — Манускрипт ніндзя — Кагеро,
- 1993 — Яйба, самурай-легенда-Хебі-отоко (чол. вигляд),
- 1993 — Мобільний воїн Ганді Вікторія — Марія Пія Армония,
- 1993 — Красуня-воїн Сейлор Мун Ер [ТВ] — Макото Кіно/Сейлор Юпітер,
- 1993 — Молдайвер — Ізабелла,
- 1992 — New Dream Hunter Rem: Satsuriku no Mugen Meikyuu — Елізабет,
- 1992 — Super Bikkuriman — Мехо-черепаха,
- 1992 — Красуня- воїн Сейлор Мун [ТВ] — Макото Кіно/Сейлор Юпітер,
- 1991 — Detonator Orgun — Еко Міцуругі,
- 1991 — Kekkou Kamen — Кекко Камен,
- 1991 — Ochame na Futago: Claire Gakuin Monogatari — Велла,
- 1990 — Bouken! Iczer 3 — Кенді,
- 1990 — Кібер- місто Едо 808 — Ремі Масуда,
- 1990 — Лабіринт Рекунохара — Кіріко Олулора,
- 1989 — Голубоглазая Соннет — Юрі,
- 1988 — Chouon Senshi Borgman — Мисак Харука,
- 1987 — Shin Majinden Battle Royal High School — Накано,
- 1986 — Гості з далеких планет — Пон-Бон-Хон,
- 1986 — Проект А-ко-Фільм — Біко (Б-Ко) Дайтокудзи,
- 1985 — Dream Hunter Rem — Елізабет.

## Змішані ролі
- 1993 — Красуня-воїн Сейлор Мун Ер — Фільм — вокал [Moon Revenge]
- 1993 — Красуня-воїн Сейлор Мун Ер (спешл) — вокал [I Am Sailor Moon]
- 1994 — Красуня-воїн Сейлор Мун Ес [ТВ] — вокал [Tuxedo Mirage (еп. 3-38)]
- 1997 — Люпен III: Вальтер P-38 (спецвипуск 09) — вокал [Hiromi wo Wasurenaide]